# صامويل سارفو
صامويل سارفو (بالإنجليزية: Samuel Sarfo) (12 أغسطس 1990 بغانا - ) هو لاعب كرة قدم غاني في مركز الدفاع في نادي نجران السعودي.

## روابط خارجية
صامويل سارفو على موقع قاعدة بيانات كرة القدم.إي يو (الإنجليزية)
- صامويل سارفو على موقع Soccerway.com (الإنجليزية)